# Wildflower
Wildflower er en amerikansk stumfilm fra 1914 af Allan Dwan.

## Medvirkende
- Marguerite Clark som Letty Roberts.
- Harold Lockwood som Arnold Boyd.
- James Cooley som Gerald Boyd.
- Edgar L. Davenport.
- Jack Pickford som Bud Haskins.